# Blonay – Saint-Légier
Blonay – Saint-Légier ist eine politische Gemeinde des Bezirks Riviera-Pays-d’Enhaut im Kanton Waadt in der Schweiz.

## Geschichte
Auf den 1. Januar 2022 wurden die frühen Gemeinden Blonay und Saint-Légier-La Chiésaz zur neuen Gemeinde Blonay – Saint-Légier fusioniert.

## Sehenswürdigkeiten
- Liste der Kulturgüter in Blonay – Saint-Légier